# IR Bank
МР Банк (повна назва — Акціонерне товариство "Міжнародний Резервний Банк", маркетингова назва  — IR Bank (стилізовано IR|Bank) — колишній український комерційний банк, який здійснював діяльність протягом більшого періоду свого існування під торговою маркою «Сбербанк» та працював на території України починаючи з 2007 року, до російського вторгнення у 2022 році.

## Історія
27 грудня 2007 року – ВАТ «Сбербанк Росії» придбав 100 % пакета акцій банку «НРБ-Україна». У цей період банк «НРБ-Україна» входив до четвертої групи банків за класифікацією Національного банку України (невеликі банки).
5 серпня 2009 року було зареєстровано назву Публічне акціонерне товариство «Дочірній банк Сбербанку Росії» (скорочено АТ «Сбербанк Росії»).
В 2010 році, за підтримки АТ «Сбербанк Росії» у Національному академічному театрі російської драми відбулася прем'єра вистави «Вишневий сад», а також концерти Симфонічного оркестру Маріїнського театру, одного з найстаріших у Росії, у Національному академічному театрі опери та балету України. Банк підтримав постановку Театром імені Євгена Вахтангова спектаклю «Дядя Ваня» у Києві. У червні банк став щорічним генеральним спонсором Міжнародної студентської олімпіади Banks Battle.
У січні 2010 року, банк став дванадцятим у групі великих банків за розмірами активів згідно з класифікацією Національного банку України.
У липні 2011 року регіональна мережа АТ «Сбербанк Росії» в Україні перевищила 100 відділень.
За перше півріччя 2012 року АТ «Сбербанк Росії» увійшов до ТОП-10 банків за розміром прибутку.
На початку 2013 року банк увійшов до десятки найбільших банків України за класифікацією Національного банку України.
26 листопада 2015 року, ПАТ «Дочірній банк Сбербанку Росії» був перейменований в ПАТ «Сбербанк».
Станом на 1 січня 2020 року, за даними Національного банку України, банк займав 8 місце в рейтингу за розміром активів. АТ «МР Банк» був на 100 % дочірнім банком ПАТ «Сбербанк» і входив до Міжнародної Групи «Сбербанк».
Кількість приватних клієнтів перевищувала 500 тисяч, банк обслуговував близько 40 тисяч клієнтів малого та середнього бізнесу і 2 тисячі корпоративних клієнтів. Регіональна мережа банку налічувала близько 93 відділеннь.
27 вересня 2021 року, російський «Сбербанк» вирішив змінити назву дочірнього банку («Сбербанк») на «Міжнародний резервний банк» (скорочено АТ «МР Банк»). Відповідне рішення було прийняте російським держбанком. Про це повідомило агентство Finbalance.
9 листопада 2021 року, згідно повідомлення агентства Інтерфакс-Україна, Президент та Голова правління банку Герман Греф заявив, що російський «Сбербанк» шукає варіант продажу української "дочки", адже не бачить подальших перспектив роботи в Україні.
|                | Ми в активному пошуку варіанта продажу. Ми там (в Україні, – ред.) перебуваємо під цілим букетом складних санкцій. Наш банк є дуже привабливим активом в Україні, але ми в дуже складній юридичній ситуації, поки ми не знайшли якоїсь прийнятної для себе і, звичайно ж, для всіх дозвільних інстанцій (їх там багато) угоди |
| — сказав Греф. | |

|                                                                              | Уряд України у суботу ухвалив рішення про вилучення корпоративних прав і фінансових активів виведених з ринку на початку війни МР Банку (раніше – Сбербанк) та Промінвестбанку (обидва – Київ) – "дочок" російських Сбербанку Росії та "ВЕБ.РФ" |
| — повідомила перший віцепрем'єр – міністр економіки України Юлія Свириденко. | |

## Ліквідація
25 лютого 2022 року Національний банк України відкликав банківську ліцензію, а Фондом гарантування вкладів фізичних осіб було розпочато ліквідацію банку.
З 25 березня 2022 року Фонд гарантування вкладів фізичних осіб розпочав виплати гарантованих сум відшкодувань вкладникам банку. Загальна сума відшкодувань становить близько 1,2 млрд грн. За перші півтора тижні ФГВФО виплатив вкладникам АТ «МР Банк» 355 млн грн гарантованого відшкодування. У вересні того ж року прес-служба Фонду гарантування повідомила, що 12 жовтня в системі Prozorro.Продажі відбудеться аукціон з продажу активів складу лоту включено права вимоги за кредитними договорами, дебіторська заборгованість та об’єкти нерухомості, у тому числі – торговельно-розважальний центр «Магелан» у Києві, а 14 грудня того ж року на торги буде виставлено Київський завод безалкогольних напоїв «Росинка».
У грудні 2024 року Фонд гарантування вкладів фізосіб оголосив про продаж активів 9 банків, які ліквідовуються в Україні, зокрема й активів АТ «МР Банк», а саме: з початковою ціною 22,5 млн грн виставляються об'єкти нерухомого майна, земельні ділянки, авто та інші основні засоби.

## Галерея

### Логотип

З 2009 року по травень 2016 року
З травня 2016 року по червень 2018 року
З 2021 по 2022 рік

## Нотатки
1. ↑  У 2016 році «Державний ощадний банк України» розпочав захист прав на торговельну марку «Сбербанк», якою він володіє на території України від 10 червня 2007 року та заборону її використання банком-опонентом, і 19 серпня 2021 року одержав остаточну перемогу в судовому розгляді щодо захисту прав на цю торговельну марку у Верховному Суді, який поставив крапку в багаторічних судових суперечках з «Сбербанком Росії» щодо захисту прав на торговельну марку в Україні'"`UNIQ--ref-00000007-QINU`"', і 10 грудня того ж року банком була змінена назва задля уникнення порушень'"`UNIQ--ref-00000008-QINU`"'.